# Łukasz Gamrot
Łukasz Piotr Gamrot (ur. 18 września 1988) – polski pisarz, publicysta i przedsiębiorca, laureat nagród literackich. Autor poetyckiego komiksu Żółć, uznawanego za pierwszy tego typu debiut literacki w Polsce. W roku 2019, polski gospodarz włoskiego programu telewizyjnego Eurogames transmitowanego w Grecji, Hiszpanii i we Włoszech.

## Życiorys

### Edukacja i wczesne lata
Pochodzi z Pszczyny. Ukończył Liceum im. Bolesława Chrobrego w Pszczynie, a następnie prawo na Uniwersytecie Śląskim (2012) oraz studia podyplomowe marketing i zarządzanie w biznesie na Uniwersytecie Ekonomicznym w Katowicach.

### Kariera zawodowa
W wieku 20 lat został redaktorem naczelnym dwutygodnika Plesówka. Publikował m.in. w e-Teatrze, Tygodniku Powszechnym, Gazecie Wyborczej, Dzienniku Zachodnim, Akancie, Odrze, Tygielu Kultury, Neurokulturze oraz na antenie Radia Katowice i Radia Egida, gdzie prowadził audycję Folwark Zwierzęcy.
Był kierownikiem Sceny w Malarni w Teatrze Śląskim i dyrektorem Forum Inteligentnego Rozwoju. Przez trzy lata pełnił funkcję dyrektora marketingu w Browarze Obywatelskim w Tychach. Organizator i popularyzator slamów poetyckich w Katowicach: Slam na T.Rawie, Katotoka Slam oraz pierwszych Ogólnopolskich Mistrzostw Slamu. 
Założyciel agencji strategiczno-doradczej Louder&Higher.

### Życie prywatne
Od 2015 roku pozostaje w związku małżeńskim z Anną Gamrot – aktorką i reżyserką teatralną.

## Twórczość

### Książki
- Żółć (2020, Fundacja Rozwoju Inicjatyw Regionalnych w Łodzi, premiera 16 grudnia) – debiut poetycki w formie komiksu literackiego, z ilustracjami Artura Denysa, wyróżniony w konkursie Polish Graphic Design. Uznawany za pierwszy w Polsce debiut poetycki w tej formie[3][4].

### Inne publikacje
Jego tekst znalazł się w zbiorze Futuronauta – najlepsze teksty futurystyczno-naukowe wydanym przez Wydawnictwo Uniwersytetu Jagiellońskiego.
W 2011 roku był gościem głównym VIII edycji Portu Poetyckiego w Chorzowie.

## Nagrody i wyróżnienia
- Wyróżnienie w II Ogólnopolskim Konkursie na Książkę Literacką „Nowy Dokument Tekstowy” (2020)[17]
- Nagroda Organizatora 49. edycji Festiwalu Fama (2019)[18][2]
- Nagroda im. Marka Kasza dla najlepszego dziennikarza festiwalu Fama (2016)[19][2]
- Stypendium Marszałka Województwa Śląskiego na projekt KARTOTEKA SLAM (2016)[20]
- Stypendia Samorządu Województwa Śląskiego w dziedzinie kultury (2012)[21]
- Laureat VI Ogólnopolskiego Konkursu na Prozę Poetycką im. Witolda Sułkowskiego (2011)[22]
- III miejsce w V Konkursie Poetyckim im. Jana Kulki (2007)[23][4]
- Wyróżnienie w XIV Ogólnopolskim Konkursie Poetyckim im. W. Olszewskiego (2007)[24]